# Perlesta georgiae
Perlesta georgiae is een steenvlieg uit de familie borstelsteenvliegen (Perlidae). De wetenschappelijke naam van de soort is voor het eerst geldig gepubliceerd in 2008 door Kondratieff, Zuellig & Lenat.